# 麥克·雷蒙-詹姆士
麥克·雷蒙-詹姆士（英語：Michael Raymond-James，1977年12月24日—），本名麥克·韋佛斯特德（英語：Michael Weverstad），是一位美國男演員。最著名的作品如HBO電視劇《真愛如血》（2008年至2011年）、FX電視劇《無厘頭偵探》（2010年）與ABC電視劇《童話小鎮》（2012年至2016年）。他出生在密歇根州底特律。

## 外部連結
- Michael Raymond-James在互联网电影资料库（IMDb）上的資料（英文）